# Ordinul Mistic al Templului Rozicrucian
Ordinul Templului Rozicrucian a fost fondat în anul 1912 de Annie Besant, Marie Russak și James Wedgwood. Datorită nenumăratelor probleme născute în Anglia pe durata Primului Război Mondial, activitatea ordinului a trebuit să fie suspendată.
Besant s-a reîntors la activitatea sa de Președintă Mondială a Societății Teosofice, Wedgwood a continuat misiunea sa de arhiepiscop al Bisericii Catolice Liberale iar Russak a contactat în California pe Harvey Spencer Lewis, pe care l-a ajutat în elaborarea ritualurilor Ordinului Roza-Cruce AMORC (Ancient and Mystical Order Rosae Crucis).
La sfârșitul secolului al XX-lea, în America Latină a renăscut interesul pentru ordinele inițiatice, mai ales pentru acelea care sunt în legătură cu tradițiile spirituale din Occident. În aceste zile, un membru al Societății Teosofice, cunoscut în cercurile rozicruciene ca și Fratele Iniciador, a început să lucreze în urma re-fondării OTRC (Order of the Temple of the Rosy Cross = Ordinul Templului Rozicrucian).
În prezent, se lucrează în diferite țări pentru renașterea Ordinului Templului Rozicrucian, cu noul său nume de Ordinul Mistic al Templului Rozicrucian (OMTRC) (Orden Mística del Templo de la Rosacruz). Crearea sa oficială este planificată pentru anul 2012, când se vor împlini 100 de ani de la fondarea sa inițială.

## Principiile organizației
- Deviza: Lux Veritatis

- Munca: Bazat pe proverbul alchimiștilor Ora et Labora, OMTRC stabilește două tipuri de reuniuni: Oratoriu (sau Grup de studiu, unde se investighează diversele teme în legătură cu Tradiția Ezoterică) și Laboratoriu (sau Convocare unde se realizează ritualuri și diverse practici spirituale).
- Grade: Ordinul posedă trei grade: Neofit, Peregrin și Maestru. Totuși, se insistă pe diferența dintre inițierea rituală și adevărata Inițiere, pentru care amintita schemă de grade este simbolică și nu are nici o legătură cu progresele spirituale a fiecărui membru.

Ordinul are diferite postulate sau principii pe care își susține munca: 
- Dezvoltarea integrală a ființei umane.
- Absolută gratuitate a învățăturilor.

## Obiectivele OMTRC
- Difuzarea învățăturilor spirituale.
- Încurajarea studiului Tradiției Ezoterice Occidentale și a religiilor comparate.
- Muncă spirituală progresivă și continuă.
- Investigarea comparativă a diferitelor ramuri a Tradiției Rozicruciene.
- Încurajarea creării unei Federații Frățești Rozicruciene, relaționând în mod amical toate grupurile rozicruciene care recunosc pe Hristos ca și ideal.